# Johann Schmitt (Politiker, 1815)
Johann Schmitt (* 6. Juni 1815 in Ensheim; † 6. August 1893 in Darmstadt) war ein hessischer Lehrer und Politiker und Abgeordneter der 2. Kammer der Landstände des Großherzogtums Hessen.
Johann Schmitt war der Sohn des Wirts Jakob Wilhelm Schmitt und dessen Ehefrau Anna Maria, geborene Schmal. Schmitt, der evangelischen Glaubens war, heiratete am 11. August 1839 in Alzey Katharina geborene Simon.
Schmitt besuchte 1831 bis 1833 das Lehrerseminar in Friedberg und war dann Lehrer an Privatanstalten in Frankfurt am Main und Wiesbaden. 1837 wurde er Vikar und dann Lehrer in Aulendiebach. 1841 war er Lehrer in Bleichenbach, 1843 in Fränkisch-Crumbach und 1849 in Bessungen. 1850 wurde er aufgrund seiner politischen Tätigkeit entlassen. 1856 wurde er Vikar in Nierstein und 1858 in Gräfenhausen. 1865 wurde er Vikar, dann Lehrer in Hergershausen. 1872 wurde er auf eigenen Wunsch pensioniert und wurde später Redakteur des Schulboten in Hessen.
Von 1849 bis 1850 gehörte er der Zweiten Kammer der Landstände an. Er wurde für den Wahlbezirk Starkenburg 11/Groß-Bieberau gewählt. In den Ständen vertrat er demokratische Positionen. Sein Grab auf dem Alten Friedhof Darmstadt ist ein Ehrengrab.